# 栃木県立佐野松陽高等学校
栃木県立佐野松陽高等学校（とちぎけんりつさのしょうようこうとうがっこう）は、栃木県佐野市出流原町に存在した公立（県立）高等学校。2011年に栃木県立田沼高等学校と統合され、栃木県立佐野松桜高等学校が開校した。

## 特色
本校は工業高等学校および商業高等学校である。1974年に同市にある栃木県立佐野高等学校の商業科が分離独立した（当時は栃木県立佐野商業高等学校）ものであり、情報制御科の設置にともない校名を栃木県立佐野松陽高等学校に改称した。

### 設置学科
- 商業科
- 流通経済科
- 情報制御科

## 沿革
- 1974年4月1日 - 栃木県立佐野商業高等学校開校。
- 1990年4月1日 - 流通経済科を設置。
- 1994年4月1日 - 情報制御科を設置し、校名を栃木県立佐野松陽高等学校に改める。
- 2011年 - 栃木県立田沼高等学校との統合新校である、栃木県立佐野松桜高等学校が開校。

## 著名な卒業生
- 戸叶尚（元プロ野球選手）